# Fornoli (Bagni di Lucca)
Fornoli è una frazione del comune italiano di Bagni di Lucca, nella provincia di Lucca, in Toscana.
Sorge in una piana vicino alla confluenza del fiume Lima con il fiume Serchio. Sede della stazione ferroviaria di Bagni di Lucca e con buoni collegamenti viari. Nel secolo scorso grazie allo sviluppo delle attività di fabbricazione carta e manifattura di statuine in gesso e alla fabbrica di prodotti tannici ha avuto un notevole sviluppo edilizio e demografico.

## Storia
Fornoli ha origini antiche ed è ricordata in un documento del 776. Venne distrutta nel 1187 dai lucchesi, convinti dell'appoggio fornito dai fornolesi ai nemici della Repubblica di Lucca e, fino al 1897 fece parte del comune di Borgo a Mozzano. Nel 1900 fu impiantata, ad opera dei francesi Varraud e Parret, un'industria di prodotti tannici, ora dismessa.

## Monumenti e luoghi d'interesse
Nell'abitato, sopra il fiume Lima, si trova il Ponte delle Catene, opera dell'architetto Lorenzo Nottolini.

Il ponte, inserito recentemente fra i cento monumenti europei da salvaguardare, venne danneggiato durante la seconda guerra mondiale dai tedeschi, venendo ricostruito solo nel 1950.

Un altro monumento storicamente rilevante è la chiesa parrocchiale di San Pietro, già ricordata in un documento dell'825.

## Società

### Tradizioni e folclore
Ogni anno viene celebrata la "Festa del ringraziamento", per i prodotti della terra, con la benedizione da parte del parroco delle macchine agricole.

Ogni 5 anni, la prima domenica di settembre, viene svolto il tradizionale "Festone" in onore della Madonna delle Grazie.

L'8 dicembre si svolge la fiera dell'Immacolata e la prima domenica di maggio la "fiera di primavera".

## Sport
La squadra di calcio è G.S. A. Fornoli A.S.D. che gioca in 1ª Categoria.

## Galleria d'immagini

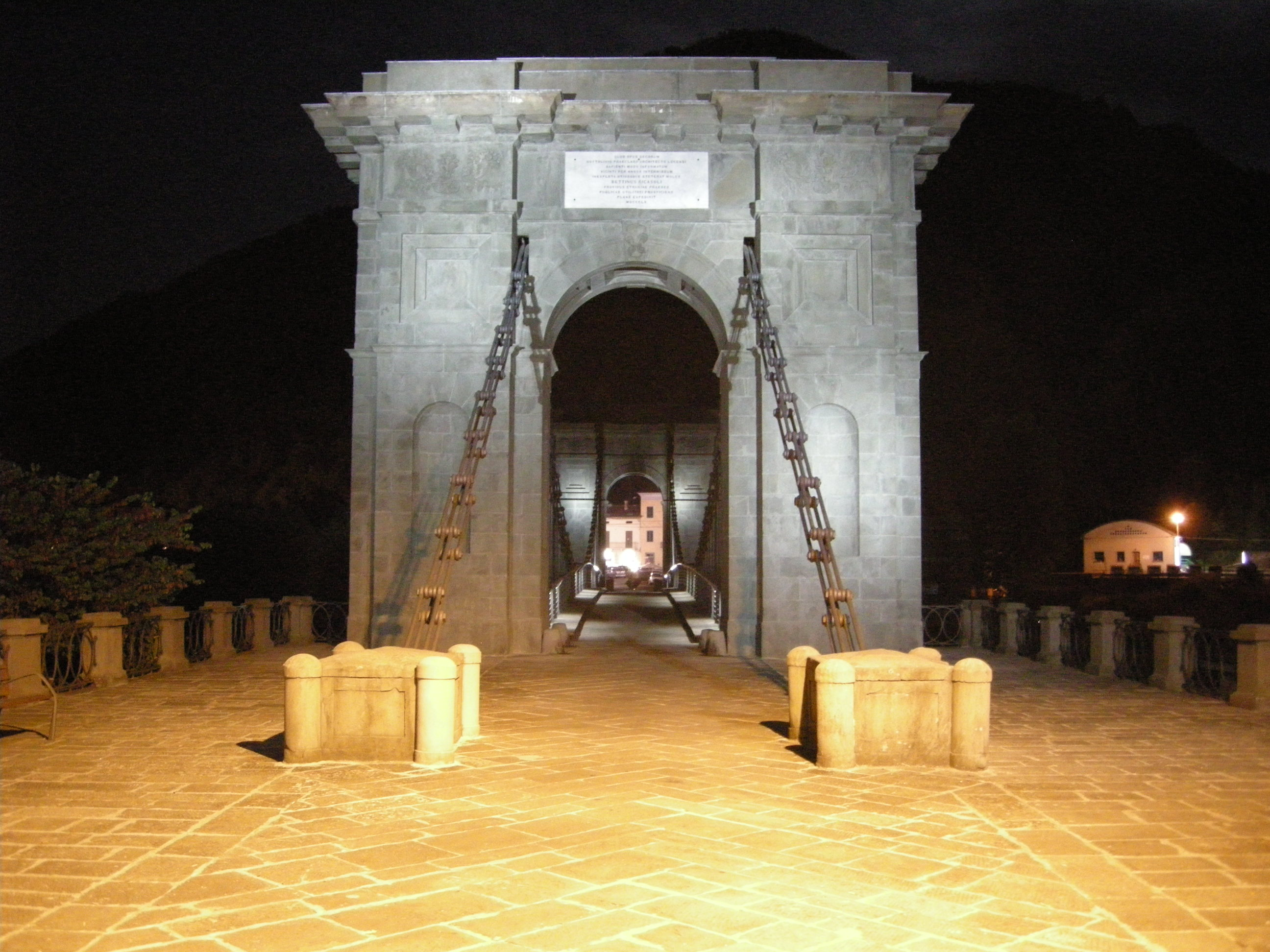
Immagine del Ponte delle Catene